# سیاهرگچه لنفی
سیاهرگچه لنفی (به انگلیسی: High endothelial venules) ریزرگ‌های تخصص یافته‌ای هستند که این قابلیت را برای مایع لنف فراهم می‌آورند که بتواند به آسانی در دستگاه گردش خون جریان یابد و مستقیماً به غدد لنفاوی بریزد. یکی از اصلی‌ترین تفاوت‌های سیاهرگچه لنفی با سیاهرگ‌چه‌های ساده که منجر به نامگذاری متفاوت آنها در زبان انگلیسی نیز شده این است که دیوارهٔ آنها ضخیم‌تر از ریز رگ‌های ساده است و دلیل این ضخامت وظیفهٔ سیاهرگچه لنفی برای نگهداری و هدایت لنفوسیت‌ها در مایع لنف است.
ظاهر این سیاهرگچه‌ها نیز به دلیل ساختار پوششی مکعبیشان و وجود گیرنده‌های شیمیایی برای هدایت و تنظیم عناصر سفید خون و سلول‌های سازنده آنها از سایر رگ‌ها متفاوت است. حرکت و جا به جایی مواد درون سیاهرگچه لنفی به وسیلهٔ کشش سطحی میان اجزای مایع و دیوارهٔ رگ انجام می‌شود همچنین این ریز رگ‌ها ماده‌ای به نام کموکاین‌ها یا کموکین‌ها که خانواده‌ای از سیتوکین‌های کوچک یا پروتئین‌های تولید شده توسط سلول‌ها هستند تولید می‌کنند که برای جذب سلول‌های ریسپانسیو و دارا بودن نقش پیش-التهاب و فرا خوانی سلول‌های ایمنی به مکان عفونت مورد استفاده قرار می‌گیرند.